# Saison 2013-2014 du Paris Saint-Germain (féminines)
Maillots
Chronologie
Saison précédente Saison suivante
La saison 2013-2014 de la section féminine du Paris Saint-Germain est la treizième saison consécutive du club parisien en première division du championnat de France et la vingt-troisième saison du club à ce niveau depuis 1979.
Farid Benstiti est à la tête du staff parisien pour sa deuxième saison. Les objectifs pour cette seconde saison de professionnalisme sont revues à la hausse à la suite de l’investissement des propriétaires qataris, qui visent désormais un bon parcours européen et le titre de champion de France.
Le Paris Saint-Germain va également évoluer au cours de la saison en Coupe de France et en Ligue des Champions.

## Transferts

### Transferts estivaux
L'entraineur Farid Benstiti ex-sélectionneur de Russie, entame sa deuxième saison au club.
Le PSG se renforce en enrôlant comme l'année dernière de nouvelles internationales. En défense, Laura Georges arrive de l'Olympique lyonnais, en attaque Marie-Laure Delie provient du Montpellier HSC, la latéral Italienne Sara Gama du Brescia. Tobin Heath revient pour sa part au club en provenance du Portland Thorns FC. Le club recrute aussi de jeunes joueuses, avec les arrivées de l'attaquante Léa Declercq du FCF Hénin-Beaumont, de Ghoutia Karchouni de l'Olympique lyonnais et de la gardienne de but polonaise Katarzyna Kiedrzynek en provenance du Górnik Łęczna.
Du côté des départs, la Franco-Portugaise (internationale A avec le Portugal) Mariane Amaro rejoint Saint-Maur (D2), Saïda Akherraze signe à Saint-Étienne afin de se relancer et Allison Blais rejoint le club de l’Allier FF Yzeure.

## Préparation d'avant-saison
Comme l'année dernière avant son premier match officiel de championnat prévu le 1er septembre, le Paris Saint-Germain a programmé six matchs amicaux. Les deux premières confrontations les opposent à Hénin-Beaumont et Guingamp, deux clubs de l'élite. Les joueuses internationales étant en vacances, le groupe est complété par les U19.
Le groupe parisien se rend ensuite au Portugal pour son stage de pré-saison avec le retour des internationales qui avaient disputés l'Euro 2013 quelques semaines plus tôt. Ce fut l'occasion pour le club d'affronter deux équipes locales (respectivement cinquième et deuxième du dernier championnat) le Boavista Futebol Clube et le Clube de Albergaria.
Pour terminer sa préparation, le club parisien dispute un tournoi amical à Calais en compagnie de l'Inter Milan, du FC Barcelone et du VfL Wolfsburg. Le PSG bat 5-0 l'Inter Milan en demi-finales et s'incline 0-1 en finale face à Wolfsburg.

## Compétitions

### Coupe de France
La coupe de France 2013-2014 est la 13e édition de la coupe de France, une compétition à élimination directe mettant aux prises les clubs de football à travers la France métropolitaine et l'outre-mer. Elle est organisée par la FFF et ses ligues régionales.

### Ligue des champions
Pour son retour en Ligue des champions, le Paris Saint-Germain aura fort à faire face au champion de Suède le Tyresö FF, qui compte son lot d'internationales dont l'attaquante américaine Christen Press et la milieu de terrain brésilienne Marta. Le match aller se déroulera en Suède le mercredi 9 octobre, la manche retour ayant lieu le mercredi 16 octobre au Stade Charléty.

### Matchs officiels de la saison
Le tableau ci-dessous retrace les rencontres officielles jouées par le Paris Saint-Germain durant la saison. Les buteurs sont accompagnés d'une indication sur la minute de jeu où est marqué le but et, pour certaines réalisations, sur sa nature (penalty ou contre son camp).
| Compétition         | Débute au tour | Place ou tour final | Matches joués | Gagnés | Nuls | Perdus | Buts pour | Buts contre | Différence |
| Division 1          | -              | 2e                  | 22            | 18     | 2    | 2      | 81        | 10          | +71        |
| Coupe de France     | 1/32 de finale | Finale              | 6             | 5      | 0    | 1      | 25        | 2           | +23        |
| Ligue des champions | 1/16 de finale | 1/16 de finale      | 2             | 0      | 1    | 1      | 1         | 2           | -1         |
| Total               | -              | -                   | 30            | 23     | 3    | 4      | 107       | 16          | +93        |

## Joueuses et encadrement technique

### Encadrement technique
L'équipe est entraînée par Farid Benstiti. Âgé de 45 ans, en poste depuis l'été 2012, cet ancien joueur formé à l'Olympique lyonnais devient entraineur de l'équipe féminines lyonnaise en 2001. Grand artisan des nombreux titres remportés par le club rhodanien jusqu'en 2010, il est remercié et après un an au sein de la cellule de recrutement du club, il part entrainer la sélection nationale de Russie ainsi que le club du WFC Rossiyanka,. En 2012, les nouveaux dirigeants qataris le font venir au Paris SG pour les aider à monter une équipe pouvant tenir tête à son ancien club.

### Statistiques individuelles
| \| Benameur Georges Krahn Delannoy Boulleau Cruz Houara Kaci Heath Asllani Delie \| Équipe type de la saison. · D'après les temps de jeu à leur poste. |
| Benameur Georges Krahn Delannoy Boulleau Cruz Houara Kaci Heath Asllani Delie                                                                          |

| Joueuse           | Total |
| Marie-Laure Delie | 32    |
| Lindsey Horan     | 19    |
| Linda Bresonik    | 9     |
| Kenza Dali        | 7     |
| Kosovare Asllani  | 7     |

| Joueuse           | Total |
| Kenza Dali        | 11    |
| Laure Boulleau    | 11    |
| Lindsey Horan     | 10    |
| Linda Bresonik    | 8     |
| Marie-Laure Delie | 5     |

## Affluence et télévision

### Retransmission télévisée
Profitant de la médiatisation de la Coupe du monde, la FFF avait lancé le lundi 11 juillet 2012 l’appel d'offre pour les droits TV du championnat de France. Ces derniers ont été remportés par France Télévision en duo avec la chaine Eurosport pour un contrat s'élevant à 110 000 euros.

## Équipe réserve et équipes de jeunes
La réserve parisienne évolue en Division d’Honneur de Paris Île-de-France, soit deux divisions en dessous de l’équipe première.
Le club francilien possède également une équipe des moins de 19 ans qui participe au Challenge National Féminin U19.